# Arvin Tolentino
Arvin Dave de Leon Tolentino (Angono, 5 novembre 1995) è un cestista filippino.

## Biografia
Tolentino nasce e cresce ad Angono. Qui si appassiona alla pallacanestro tramite un amico del padre che lo inizia ad allenare a dodici anni.

## Carriera
Viene selezionato come decima scelta assoluta al draft PBA 2019 dai Barangay Ginebra.
Il 20 settembre 2022 viene scambiato ai NorthPort Batang Pier assieme a Prince Caperal in cambio di Jamie Malonzo.
Nel maggio del 2025 lascia le Filippine e firma un contratto triennale con i Seoul SK Knights della Korean Basketball League.

### Nazionale
Con le Filippine ha disputato i Giochi asiatici e i Giochi del Sud-est asiatico nel 2022.